# 岩田正美
岩田 正美（いわた まさみ、女性、1947年1月8日 - ）は、日本の社会福祉学者。日本女子大学名誉教授。専門は社会福祉政策、貧困・社会的排除論。

## 来歴
東京都生まれ。1969年日本女子大学文学部社会福祉学科卒、1971年中央大学大学院経済学研究科修士課程修了。1994年「戦後社会福祉の展開と大都市最底辺」で博士（社会福祉学）。1974年大阪市立大学家政学部助手、1983年東京都立大学講師、86年助教授、94年教授。1998年日本女子大学人間社会学部教授、2015年同名誉教授。

## 著書
- 『老後生活費 今日と明日』法律文化社 1989
- 『消費社会の家族と生活問題』培風館 現代家族問題シリーズ 1991
- 『戦後社会福祉の展開と大都市最底辺』ミネルヴァ書房 Minerva社会福祉叢書 1995
- 『ホームレス/現代社会/福祉国家 「生きていく場所」をめぐって』明石書店 明石ライブラリー 2000
- 『現代の貧困 ワーキングプア/ホームレス/生活保護』ちくま新書 2007
- 『社会的排除 参加の欠如・不確かな帰属』有斐閣 2008
- 『社会福祉のトポス』有斐閣 2016
- 『貧困の戦後史――貧困の「かたち」はどう変わったのか』筑摩書房 2017

### 共編著
- 『戦後日本の家計調査』編 法律文化社 1983
- 『在宅介護の費用問題 介護にいくらかけているか』馬場康彦、平野隆之共著 中央法規出版 1996
- 『精神保健福祉士養成セミナー 社会福祉原論』久保紘章,荒川義子と編集代表 へるす出版 1998
- 『ウェルビーイング・タウン社会福祉入門』上野谷加代子,藤村正之共著 有斐閣アルマ 1999
- 『パネルデータからみた現代女性 結婚・出産・就業・消費・貯蓄』樋口美雄共編著 東洋経済新報社 1999
- 『公的扶助論』社会福祉士養成テキストブック 岡部卓,杉村宏共編著 ミネルヴァ書房 2003
- 『社会福祉基礎シリーズ 社会福祉原論 社会福祉の原理と思想』永岡正己、武川正吾、平岡公一共編 有斐閣 2003
- 『社会福祉基礎シリーズ 公的扶助論　貧困問題とソーシャルワーク』岡部卓,清水浩一共編 有斐閣 2003
- 『講座・福祉社会 第9巻　貧困と社会的排除 福祉社会を蝕むもの』西澤晃彦共編著 ミネルヴァ書房 2005
- 『社会福祉研究法 現実世界に迫る14レッスン』小林良二,中谷陽明,稲葉昭英共編 有斐閣アルマ 2006
- 『一番ケ瀬社会福祉論の再検討 生活権保障の視点とその広がり』田端光美,古川孝順共編著 ミネルヴァ書房 2013

### 監修
- 『Minerva社会福祉士養成テキストブック』大橋謙策,白澤政和共監修 ミネルヴァ書房 2009
- 『リーディングス日本の社会福祉』全8巻 監修 日本図書センター 2010‐11

## 参考
- [ISBN　978-4-623-06718-3]
- J-GLOBAL
- 日本女子大学
- 『現代日本人名録』2002年